# احیا (آلبوم امینم)
احیا (به انگلیسی: Revival) (به صورت نوشتاری: RƎVIVAL) عنوان نهمین آلبوم استودیویی امینم، رپر اهل آمریکا می‌باشد که در تاریخ ۱۵ دسامبر ۲۰۱۷ مورخ ۲۴ آذر ۱۳۹۶ توسط افترمث اینترتیمنت، اینتراسکوپ رکوردز و شیدی رکوردز منتشر شد.
تهیه‌کنندگی و آهنگسازی این آلبوم در سال‌های ۲۰۱۶ و ۲۰۱۷، در استودیوهای متعددی و توسط آهنگسازان مختلفی انجام شده که ریک روبین، اسکایلر گری، خود امینم و به صورت انحصاری دکتر دره جزو آن‌ها هستند. بیانسه، فریشر، اد شیرن، آلیشا کیز، پینک، ایکس آمباسادورز، اسکایلر گری و کلانی به عنوان خوانندگان مهمان در احیا حضور دارند.
اولین تک‌اهنگ آلبوم با عنوان «روی آب راه می‌روم» به همراه بیانسه در تاریخ ۱۰ نوامبر و بعد از آن «لمس ناپذیر» به عنوان تکاهنگ تبلیغاتی در تاریخ ۸ دسامبر ۲۰۱۷ منتشر شدند. احیا در ۱۳ دسامبر ۲۰۱۷ دو روز قبل از پخش رسمی، به صورت غیرقانونی پخش شد. «رودخانه»، به همراه اد شیرن، دومین تک‌آهنگی بود که از آلبوم، به‌طور رسمی، در ۵ ژانویه ۲۰۱۸ منتشر شد. سومین تکاهنگ آلبوم، «به این زودی جایی نمی‌رویم» به همراه کلانی بود که در تاریخ ۲۷ مارس ۲۰۱۸ منتشر شد. در ۳ آوریل ۲۰۱۸ نماهنگی از ترانه «پاپوش» پخش شد.
با اینکه آلبوم عموماً نقدهای ضعیفی را دریافت کرد و با واکنش منفی طرفداران همراه بود اما احیا توانست در کشورهای استرالیا، کانادا، فنلاند، ایالات متحده و پادشاهی متحد بریتانیا رتبه اول را از آن خود کند و به عنوان آلبوم شماره یک روز کریسمس در بریتانیا در سال ۲۰۱۷ شناخته شود.

## پیش‌زمینه
امینم ابتدا، در اکتبر ۲۰۱۶، زمانی که آهنگ «سخنرانی انتخاباتی» را منتشر کرد در صفحه رسمی‌اش در توییتر اعلام کرد که در حال ضبط آلبومش می‌باشد. او توییت کرد که «نگران نباشد، مشغول کار روی آلبوم هستم. در ضمن اینجا چیزهایی داریم». شایعات زیادی بعد از این کار امینم پخش شد؛ از اینکه آلبوم در اواخر سال ۲۰۱۶ منتشر می‌شود و عنوان آن موفقیت است که بعد از آن گفته شد در ژانویه ۲۰۱۷ پخش می‌شود تا لو رفتن لیست آهنگ‌های تقلبی. حتی بعضی شایعات خبر از حضور د ویکند، چنس د رپر، ادل، کید کادی و وینس استاپلز می‌دادند.
شایعه‌ها دوباره در فوریه و مارس ۲۰۱۷، وقتی که امینم اعلام کرد سه اجرا در شهرهای لیدز، ردینگ، ردینگ و گلاسگو دارد، قوت گرفت. بسیاری از مقاله‌های خبری بر این باور بودند به دلیل اینکه امینم در این فستیوال شرکت کرده پس مجبور است خبری جدید دربارهٔ فعالیتش بدهد و به اجرای آهنگی جدید بپردازد یا حداقل پیش نمایشی از آن را ارائه کند. در ۵ آپریل، وقتی مدیر برنامه امینم، پال روزنبرگ، عکس سلفی به همراه امینم در فروشگاه ۷-ایلون در اینستاگرام گذاشت، بازهم شایعاتی به وجود آمد. عده‌ای از طرفداران می‌گفتند که امینم متنی را دست دارد و بیشتر آن‌ها معتقد بودند که روی آن نوشته ۹ آپریل، یعنی آلبوم در این تاریخ منتشر می‌شود.

## انتشار و ترویج
در ماه اوت سال ۲۰۱۷، نشریه آنلاین هیتس دیلی دابل اعلام کرد که آلبوم امینم یکی از سه آلبومیست که در سه‌ماهه پایانی سال در کنار اعتبار از تیلور سویفت و هیجان از آن همه از سم اسمیت انتشار می‌یابد همچنین این نشریه تارخ انتشار آلبوم را ۱۷ نوامبر ۲۰۱۷ اعلام کرد. در ۱۰ اکتبر ۲۰۱۷، امینم به اجرای فیری استایلی با عنوان «طوفان» در جوایز بت هیپ‌هاپ ۲۰۱۷ پرداخت که در آن از رئیس‌جمهور وقت ایالات متحده، دونالد ترامپ، انتقاد کرد. این ویدیو وقتی در رسانه‌های عمومی قرار گرفت میلیون‌ها بازدید کسب کرد به‌طوری‌که تا تاریخ ۳۰ نوامبر ۲۰۱۷، بیش از ۴۰ میلیون بازدید و یک میلیون لایک در یوتیوب داشت. برخلاف گفته نشریه هیتس دیلی دابل، آلبوم در تاریخ ۱۷ نوامبر منتشر نشد و باعث عصبانیت بسیاری از طرفداران امینم شد.
بعد از اینکه پال روزنبرگ عکسی از آلبوم محاکمه با آتش یلاولف در اینستاگرام منتشر کرد، احتمال می‌رفت که امینم برای ترویج اولین آلبوم تک نفره‌اش بعد از مارشال مترز ال‌پی ۲ (۲۰۱۳) از دارویی تقلبی استفاده کند. چراکه در پس زمینه آن عکس، بیلبوردی تبلیغاتی نصب شده بود که روی آن دارویی با نام احیا (به انگلیسی: Revival) چاپ شده بود. در این میان چیزی که توجه طرفداران را جلب کرد طرز نوشتن این دارو بود زیرا حرف E آن به صورت برعکس، دقیقاً مثل لوگوی امینم نوشته شده بود. در وبگاه او نیز ویدئویی قرار گرفت که دربارهٔ احیا و چگونگی درمان آن توضیح می‌داد. در این ویدیو فردی آلبوم را به آهنگ «خودتو غرق کن» امینم ارجاع داد. او همچنین آهنگ‌های «برای لحظه بخوان»، «رول مدل»، «فاک»، «فلج مغزی» و «هر مرد» را اضافه کرد. احیا قرار است ریتوموس آتروکس را درمان کند که بیماری‌ای ناشناخته است. یکی از معانی ریتوموس آتروکس در لاتین «قافیه بسیار بد» می‌باشد. لوگوی اینتراسکوپ رکوردز، یکی از ناشران امینم، نیز بر روی ویدیو ثبت شده بود. زمانی که به شماره سفارش احیا زنگ می‌زدید آهنگ «به دکتر نیاز دارم»، اثر دکتر دره پخش می‌شد که امینم هم در این آهنگ حضور دارد. تمام این جزئیات دلیلی بر آن شد که بیشتر مردم باور کردند نام آلبوم بعدی امینم احیا است. ضمن اینکه ۲ تا از ۳ آلبوم قبلی امینم یعنی ریکاوری و بازگشت دقیقاً همین وضعیت نام‌گذاری را دارند.
سرانجام در تاریخ ۲۸ نوامبر ۲۰۱۷، زمان رسمی پخش آلبوم توسط دکتر دره و خود امینم در حساب‌های رسمی شبکه‌های اجتماعی‌شان اعلام و همچنین معلوم شد که نام استفاده شده برای داروی تقلبی، همان عنوان آلبوم است. در ۵ دسامبر ۲۰۱۷، امینم فهرست آهنگ‌های آلبوم را در صفحه اینستاگرامش بارگذاری کرد. در این لیست نام خواننده‌های مهمان آلبوم نیز نوشته شده بود که عبارت‌اند از: بیانسه، فریشر، اد شیرن، آلیشا کیز، پینک، ایکس آمباسادورز، اسکایلر گری و کلانی. در ۷ دسامبر ۲۰۱۷، از جلد آلبوم با قرار گرفتن آن روی ساختمانی در شهر دیترویت رونمایی شد. همان شب آهنگ «لمس ناپذیر» منتشر شد و آلبوم برای پیش فروش در آیتیونز قرار گرفت.

## تک‌آهنگ‌ها

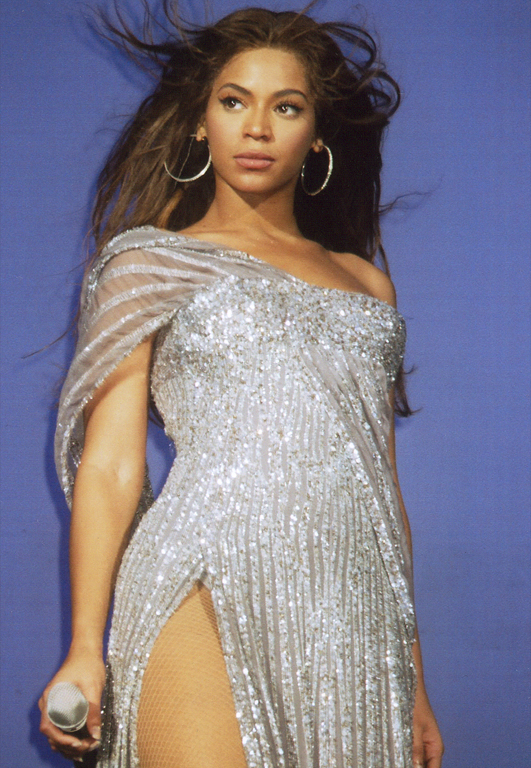
بیانسه در اولین تکاهنگ از آلبوم با نام «روی آب راه می‌روم» با امینم همکاری کرد.

در ۸ نوامبر ۲۰۱۷، امینم عکسی از نسخه پزشکی را توییت کرد که روی آن نوشته شده بود: «روی آب راه برو، در صورت نیاز قطع شود». همین دلیلی شد که اولین تکاهنگ از آلبوم «روی آب راه‌می‌روم» نام بگیرد. همچنین در نسخه جعلی دکتر لغت احیاء نوشته شده بود. در ۹ نوامبر، پال روزنبرگ ویدئویی را در اینستاگرام به اشتراک گذاشت که در آن فردی ترسناک نشان داه شده بود که در حال صحبت دربارهٔ کمپین احیا بود. او می‌گفت که «شما قادر خواهید بود به‌وسیله احیا به هنگام ظهر، روی آب راه‌بروید». در ۱۰ نوامبر ۲۰۱۷، اولین تکاهنگ آلبوم با عنوان «روی آب راه‌می‌روم» به همراه بیانسه منتشر شد. این آهنگ در چارت‌های مختلفی قرار گرفت که می‌توان به رتبه هفتم در جدول تک‌آهنگ‌های بریتانیا و رتبه چهاردهم در ۱۰۰ آهنگ داغ بیلبورد اشاره کرد و به ۵۷مین آهنگ هر دو هنرمند تبدیل شد که در بیلبورد قرار می‌گیرد. نسخه‌ای ویدئویی از این آهنگ در کانال امینم در یوتیوب قرار گرفت که تا تاریخ ۱۹ دسامبر ۲۰۱۷ نزدیک به ۵۰ میلیون بار بازدید داشت و بیش از ۱٫۱ میلیون نفر آن را پسندیده بودند. اولین اجرای زنده این آهنگ در جوایز موسیقی ام‌تی‌وی اروپا ۲۰۱۷، در تاریخ ۱۲ نوامبر بود که امینم به همراه یکی از نویسندگان و تهیه‌کننده‌های آهنگ یعنی اسکایلر گری آن را اجرا کردند و بعد از مدتی در ۱۸ نوامبر هر دوی آن‌ها بار دیگر در برنامه پخش زنده شنبه شب به اجرا پرداختند.
دومین تکاهنگ رسمی آلبوم، «رودخانه» بود که به همراه اد شیرن خوانده شده بود. این آهنگ در تاریخ ۵ ژانویه ۲۰۱۸ از رادیو پخش شد و در ۷ فوریه به عنوان تکاهنگ مشخص شد. در ۱۴ دسامبر ۲۰۱۷، این آهنگ بر روی یوتیوب قرار گرفت و تا تاریخ ۱۵ ژانویه ۲۰۱۸ بیش از ۶۰ میلیون بازدید و ۱ میلیون لایک داشت. نماهنگ این تکاهنگ در ۱۴ فوریه ۲۰۱۸ از صفحه امینم در یوتیوب پخش شد. این آهنگ از لحاظ تجاری توانست در صدر چارت‌های پادشاهی متحده، نروژ و سوئد قرار گرفت. همچنین، در میان ۱۰ آهنگ برتر در استرالیا، اتریش، کانادا، دانمارک، فنلاند، آلمان، مجارستان، ایرلند، ایتالیا، هلند، نیوزلند، پرتغال و سوییس و ۲۰ آهنگ برتر در ایالات متحده و بلژیک رفت.
سومین تکاهنگ رسمی آلبوم، «به این زودی جایی نمی‌رویم» به همراه کلانی در تاریخ ۲۷ مارس ۲۰۱۸ منتشر شد. این دو هنرمند در جوایز موسیقی آی هارت ریدیو ۲۰۱۸ با هم به اجرای این ترانه پرداختند. در ۶ ژوئیه ۲۰۱۸، «یادم میندازی» به عنوان تکاهنگ چهارم از رادیو ایتالیا پخش شد.

### تکاهنگ‌های تبلیغاتی
اولین آهنگ از آلبوم «لمس ناپذیر» نام داشت که در تاریخ ۸ دسامبر ۲۰۱۷، طبق چیزی که امینم در وبسایت خود نوشته بود، به عنوان تکاهنگ تبلیغاتی منتشر شد. این آهنگ نمونه برداری شده از آهنگ «گوش چشمان من» اثر گروه دو نفره چیچ و چانگ بود که صدای این دو نفر نیز در آهنگ شنیده می‌شد. در ۸ ژانویه ۲۰۱۸، ریمیکس آهنگ «کلورازپتیک» به همراه توچینز و فریشر به عنوان تکاهنگ تبلیغاتی منتشر شد.
در ۳ آوریل ۲۰۱۸، نماهنگی از «پاپوش» که ترانه‌ای در سبک ترسناک است منتشر شد. در ساخت این نماهنگ از فیلم‌های ترسناک دهه ۸۰ میلادی الهام گرفته شده‌بود.

## عملکرد تجاری
احیا هشتمین آلبوم متوالی امینم بود که در صدر جدول آلبوم‌های بریتانیا جای می‌گرفت. همچنین این آلبوم توانست با فروش ۱۳۲٬۰۰۰ نسخه معادل واحد به عنوان بهترین فروش افتتاحیه بعد از ÷ اد شیرن در رتبه دوم قرار گیرد. تا اکتبر ۲۰۱۸، این آلبوم ۳۲۱٬۰۰۰ نسخه معادل واحد در پادشاهی متحده فروخت.
احیا با فروش افتتاحیه ۱۹۷٬۰۰۰ نسخه کپی در میان ۲۶۷٬۰۰۰ نسخه معادل واحد، هشتمین آلبوم متوالی امینم بود که در بیلبورد ۲۰۰ ایالات متحده در صدر قرار می‌گیرد. به این ترتیب، امینم تبدیل به اولین هنرمند موسیقیدانی شد که در دوران فعالیتش دارای هشت محصول موسیقی با شرایط یکسان است. با این حال در هفتهٔ بعد جای خود را به اعتبار اثر تیلور سوئیفت داد. تا ۲۳ سپتامبر ۲۰۱۸، احیا ۳۹۲٬۰۰۰ نسخهٔ فیزیکی در ایالات متحده فروخته بود.
علاوه بر آن، آلبوم در استرالیا به صدر جدول ای‌آرآی‌ای رسید. این نهمین آلبوم امینم است که به‌طور متوالی در رتبه اول این جدول قرار می‌گیرد. با این حال در هفته بعد در رتبه دوم، پشت ÷ قرار گرفت.
در سال ۲۰۱۸، احیا در جایگاه ۳۲ محبوب‌ترین آلبوم‌های سال از طرف بیلبورد ۲۰۰ قرار گرفت.

## لیست آهنگ‌ها
اطلاعات زیر از سرویس تیدال استخراج شده‌است.
| شماره      | نام                                                        | نویسنده(ها)                                                                                                  | تهیه‌کننده(ها)                 | مدت   |
| ---------- | ---------------------------------------------------------- | --- | ----------------------------- | ----- |
| ۱.         | «روی آب راه می‌روم (Walk on Water)» (به همراه بیانسه)       | مارشال مدرز هالی هافرمن بیانسه نولز                                                                          | ریک روبین اسکایلر گری [الف]   | ۵:۰۳  |
| ۲.         | «باور داری (Believe)»                                      | مدرز لوئیس رستو مارک باتسون مایک استرنج                                                                      | امینم رستو [ب] مستر پورتر [ب] | ۵:۱۵  |
| ۳.         | «کلورازپتیک (Chloraseptic)» (به همراه فریشر)               | مدرز دینان پورتر اریک سرمون پاریش اسمیت                                                                      | مستر پورتر                    | ۵:۰۱  |
| ۴.         | «لمس ناپذیر (Untouchable)»                                 | مدرز امیل هانی باتسون پورتر تامی چانگ گای دلورم ریچارد مارین دوال کلیر آندره براون تایرون کلسی اریک مک‌اینتوش | مستر پورتر هانی باتسون امینم  | ۶:۱۰  |
| ۵.         | «رودخانه (River)» (به همراه اد شیرن)                       | مدرز ادوارد شیرن هانی                                                                                        | هانی                          | ۳:۴۱  |
| ۶.         | «یادم می‌اندازی (اینترو)»                                   | آندره یانگ ترون فیمستر تروور لاورنس                                                                          | نف-یو دکتر دره لارنس          | ۰:۲۶  |
| ۷.         | «یادم می‌اندازی (Remind Me)»                                | مدرز جری مامبرگ آلان سچز جسی باندز ویور جونیور. مت دایک لادر راب جیمز والترز ماروین یانگ                     | روبین                         | ۳:۴۵  |
| ۸.         | «احیا (اینترلیود) (Revival)»                               | مدرز آلیس لمک برایان فریزل آرون کلینزتاب رجینا اسپکتور                                                       | فریکوئنسی آلیاس               | ۰:۵۱  |
| ۹.         | «مثل خانه (Like Home)» (به همراه آلیشا کیز)                | مدرز هافرمن اِی. جکسون جاستین اسمیت پال روزنبرگ رستو آلیشا کوک                                                | جاست بلیز امینم [الف]         | ۴:۰۵  |
| ۱۰.        | «شوهر بد (Bad Husband)» (به همراه ایکس آمباسادورز)         | مدرز الکساندر گرانت رستو سم هریس                                                                             | آلکس دا کید امینم [الف]       | ۴:۴۷  |
| ۱۱.        | «پایان غم‌انگیز (Tragic Endings)» (به همراه اسکایلر گری)    | مدرز هافرمن گرانت                                                                                            | الکس دا کید                   | ۴:۱۲  |
| ۱۲.        | «پاپوش (Framed)»                                           | مدرز فرید ناصر دیوید بایرون کن هنسلی                                                                         | فردریک امینم [الف]            | ۴:۱۳  |
| ۱۳.        | «به این زودی جایی نمی‌رویم (Nowhere Fast)» (به همراه کلانی) | مدرز باتسون آنتونیا آرماتو تیموتی جیمز پرایس چاوسچی هالیس تی. آرماتو استورجس                                 | راک مافیا هیت-بوی             | ۴:۲۴  |
| ۱۴.        | «حرارت (Heat)»                                             | مدرز دریل مک‌دنیلز جوزف سیمونز لری اسمیت آدام هُرویتز                                                          | روبین                         | ۴:۱۰  |
| ۱۵.        | «مجرم (Offended)»                                          | مدرز آر. فریزر چارلز بردلی توماس برینک دیوید گای لئون میشلز                                                  | ایلا دا پرودوسر امینم [الف]   | ۵:۲۰  |
| ۱۶.        | «به من نیاز داری (Need Me)» (به همراه پینک)                | مدرز هافرمن جِی. اینگولدزبی گرانت                                                                             | الکس دا کید                   | ۴:۲۵  |
| ۱۷.        | «توی سرت (In Your Head)»                                   | مدرز دولارس او'ریوردان مارک شیمر                                                                             | اسکرم جونز                    | ۳:۰۲  |
| ۱۸.        | «قلعه (Castle)»                                            | مدرز خلیل عبدالرحمن پرانام اینجتی اریک آلکاک لیز رودریگز                                                     | دی‌جی خلیل                     | ۴:۱۴  |
| ۱۹.        | «برخاستن (Arose)»                                          | مدرز بَری وایت آماندا مک‌بروم                                                                                  | روبین                         | ۴:۳۴  |
| مجموع مدت: | مجموع مدت:                                                 | مجموع مدت:                                                                                                   | مجموع مدت:                    | ۷۷:۳۹ |

یادداشت‌هایی بر آهنگ‌ها
- ^  نشان می‌دهد که فرد مورد نظر هم تهیه‌کننده آهنگ است.
- ^  نشان می‌دهد که فرد مورد نظر از دیگر تهیه‌کنندگان آهنگ است.
- در آهنگ «به یادم بیاور» صداهای پس زمینه از مستر پورتر می‌باشد.
- در آهنگ «احیا (اینترلیود)» آوازهای پس زمینه از آلیس و د گلس لِیک می‌باشند.
- در آهنگ «مجرم» کنت جونز خواننده مهمان می‌باشد.
- در آهنگ «قلعه» لیز رودریگز خواننده مهمان می‌باشد.

## دست‌اندرکاران
پدیدآورندگان بر اساس آنچه در پشت آلبوم نوشته شده بود، آورده شده‌اند.
| اجرا کنندگان - امینم – هنرمند اصلی - بیانسه – هنرمند مهمان (قطعه ۱) - فریشر – هنرمند مهمان (قطعه ۳) - اد شیرن – هنرمند مهمان (قطعه ۵) - آلیشا کیز – هنرمند مهمان (قطعه ۹) - ایکس آمباسادورز – هنرمند مهمان (قطعه ۱۰) - اسکایلر گری – هنرمند مهمان (قطعه ۱۱) - کلانی – هنرمند مهمان (قطعه ۱۳) - پینک – هنرمند مهمان (قطعه ۱۶) فنی - مایک استرنج – مهندس ضبط (قطعه‌های ۱–۵، ۷، ۹–۱۹)، مهندس ترکیب یا میکس (قطعه‌های ۲–۵، ۸، ۹، ۱۲, ۱۳، ۱۵، ۱۷–۱۹) - جو استرنج – مهندس ضبط (قطعه‌های ۱–۵، ۷، ۹–۱۹) - جیسون لدر – مهندس ضبط (قطعه‌های ۱، ۱۴، ۱۹) - استوارت وایت – مهندس ضبط (قطعه ۱) - راب بایزل – دستیار مهندس ضبط (قطعه‌های ۱، ۷، ۱۴، ۱۹) - جانی بوریک – دستیار مهندس ضبط (قطعه‌های ۱، ۷، ۱۴، ۱۹) - تونی کامپانا – دستیار مهندس ضبط (قطعه‌های ۱–۵، ۷، ۹–۱۹) - منی ماروکین – مهندس ترکیب (قطعه‌های ۱، ۱۱، ۱۶) - امینم – مهندس ترکیب (قطعه‌های ۵، ۹) - ماریکیو «وتو» یراگوری – مهندس ضبط (قطعه ۶) - رابرت رییِز – دستیار مهندس ضبط (قطعه ۶) - چارلز «چارلی رد» گارسیا – دستیار مهندس ضبط (قطعه ۶) - دکتر دره – مهندس ترکیب (قطعه‌های ۶، ۷، ۱۴) - کوئنتین «کیو» گیلکِی – مهندس ترکیب (قطعه‌های ۶، ۷، ۱۴) - فریکوئنسی – مهندس ضبط (قطعه ۸) - آلیاس – مهندس ضبط (قطعه ۸) - جاست بلیز – مهندس ضبط (قطعه ۹) - آنرو رایت – مهندس ضبط (قطعه ۹) - آن مینکیلی – مهندس ضبط (قطعه ۹) - برندون ماروسکی – دستیار مهندس ضبط (قطعه ۹) - تریویس فرنس – مهندس ضبط (قطعه‌های ۱۰، ۱۱، ۱۶) - سم هریس – مهندس ضبط (قطعه ۱۰) - کریس گالاند – مهندس ترکیب (قطعه‌های ۱۰، ۱۱، ۱۶) - رابین فلورنت – دستیار مهندس ترکیب (قطعه‌های ۱۰، ۱۱، ۱۶) - اسکات دزماریس – دستیار مهندس ترکیب (قطعه‌های ۱۰، ۱۱، ۱۶) - استیو هامونز – مهندس ضبط (قطعه ۱۳) - آدام کامزتاک – مهندس ضبط (قطعه ۱۳) - داروین سانچز – مهندس ضبط (قطعه ۱۵) - اسکرم جونز – مهندس ضبط (قطعه ۱۷) | تهیه‌کنندگان - ریک روبین – آهنگساز (قطعه‌های ۱, ۷, ۱۴, ۱۹) - اسکایلر گری – آهنگساز (قطعه ۱) - امینم – آهنگساز (قطعه‌های ۲، ۴)، همچنین آهنگساز (قطعه‌های ۹، ۱۰، ۱۲، ۱۵) - لوئیس رستو – آهنگساز دیگر (قطعه ۲) - مستر پورتر – آهنگساز دیگر (قطعه ۲)، آهنگساز (قطعه‌های ۳، ۴) - مارک باتسون – آهنگساز (قطعه ۴) - امیل هانی – آهنگساز (قطعه ۴، ۵) - دکتر دره – آهنگساز (قطعه ۶) - نف-یو – آهنگساز (قطعه ۶) - تروور لارنس – آهنگساز (قطعه ۶) - فریکوئنسی – آهنگساز (قطعه ۷) - آلیاس – آهنگساز (قطعه ۷) - جاست بلیز – آهنگساز (قطعه ۹) - آلکس دا کید – آهنگساز (قطعه‌های ۱۰، ۱۱، ۱۶) - فردریک – آهنگساز (قطعه ۱۲) - راک مافیا – آهنگساز (قطعه ۱۳) - هیت-بوی – آهنگساز (قطعه ۱۳) - ایلا دا پرودوسر – آهنگساز (قطعه ۱۵) - اسکرم جونز – آهنگساز (قطعه ۱۷) - دی‌جی خلیل – آهنگساز (قطعه ۱۸) مدیریتی - پال روزنبرگ – مدیریت (امینم) - تریسی مک‌نیو – مدیریت (امینم) - مارک لوبل – مدیر برنامه تور (امینم) - تئو سدمایر – مشاور حقوقی (امینم و شیدی رکوردز) - لیزا دونینی – مشاور حقوقی (امینم و شیدی رکوردز) - جان فیشر – سرپرست A&R (امینم) - دارت پارکر – A&R (شیدی رکوردز) - مایک هرور – A&R (شیدی رکوردز) - پدرو «درو» جنوا – A&R دیگر (شیدی رکوردز) - کارا لوئیس – بسته‌بندی ایالات متحده (امینم) - استیو استرنج – بسته‌بندی اروپا (امینم) - پیتر پاترنو – مشاور حقوقی (افترمث) - لری چتمن – هماهنگ‌کننده تولید (افترمث) - اشلی پالمر – مدیر کل (افترمث) - دنیس دنهی – بازاریابی و تبلیغ (اینتراسکوپ) - جیسون سنگرمن – مدیر بازاریابی (اینتراسکوپ) - لز اسکری – هماهنگ‌کننده تولید (اینتراسکوپ) - دون رابینسون – روابط بین‌المللی (اینتراسکوپ) - جیسون کاوچسا – مشاور حقوقی (اینتراسکوپ) - تاد داگلس – مشاور حقوقی (اینتراسکوپ) - مانی اسمیت – A&R (اینتراسکوپ) - آلیشیا گراهام – سرپرست A&R (اینتراسکوپ) - مایک ساپیتو – هنر و طراحی (اینتراسکوپ) - کریگ مک‌دین – عکاسی (اینتراسکوپ) - دفورا منیس-گارنر – مسئول ترخیص از گمرک (اینتراسکوپ) |

## جدول‌های فروش
| جدول (۱۸–۲۰۱۷)                                  | بهترین رتبه |
| ----------------------------------------------- | ----------- |
| جدول آلبوم‌های ای‌آرآی‌ای استرالیا                 | ۱           |
| جدول آلبوم‌های اتریش                             | ۱           |
| جدول آلبوم‌های بلژیک (منطقهٔ فلندرز)              | ۶           |
| جدول آلبوم‌های بلژیک (منطقهٔ والونیا)             | ۲۰          |
| جدول آلبوم‌های کانادایی (بیلبورد)                | ۱           |
| جدول آلبوم‌های جمهوری چک                         | ۱۵          |
| جدول آلبوم‌های دانمارک                           | ۱           |
| جدول آلبوم‌های هلند                              | ۱           |
| جدول آلبوم‌های فنلاند                            | ۱           |
| جدول آلبوم‌های فرانسه                            | ۱۳          |
| جدول آلبوم‌های آلمان                             | ۱           |
| جدول آلبوم‌های یونان                             | 12          |
| جدول آلبوم‌های مجارستان                          | ۱۴          |
| جدول آلبوم‌های ایرلند                            | ۳           |
| جدول آلبوم‌های ایتالیا                           | ۷           |
| جدول آلبوم‌های نیوزیلند                          | ۳           |
| جدول آلبوم‌های نروژ                              | ۱           |
| جدول آلبوم‌های لهستان                            | ۱۷          |
| جدول آلبوم‌های پرتغال                            | ۹           |
| جدول آلبوم‌های اسکاتلند                          | ۱           |
| جدول آلبوم‌های اسپانیا                           | ۱۸          |
| جدول آلبوم‌های سوئد                              | ۱           |
| جدول آلبوم‌های سوئیس                             | ۱           |
| جدول آلبوم‌های بریتانیا                          | ۱           |
| بیلبورد ۲۰۰ ایالات متحده                        | ۱           |
| آلبوم‌های آر اند بی/هیپ هاپ بیلبورد ایالات متحده | ۱           |

| جدول (۲۰۱۷)                              | رتبه |
| ---------------------------------------- | ---- |
| جدول آلبوم‌های استرالیا (ARIA)            | ۲۱   |
| جدول آلبوم‌های آلمان (Offizielle Top 100) | ۶۷   |
| جدول آلبوم‌های ایتالیا (FIMI)             | ۹۷   |
| جدول آلبوم‌های بریتانیا (OCC)             | ۲۰   |

| جدول (۲۰۱۸)                               | رتبه |
| ----------------------------------------- | ---- |
| جدول آلبوم‌های استرالیا (ARIA)             | ۳۱   |
| جدول آلبوم‌های اتریش (Ö3 Austria)          | ۶۰   |
| جدول آلبوم‌های بلژیک (Ultratop Flanders)   | ۵۲   |
| جدول آلبوم‌های بلژیک                       | ۱۲۲  |
| جدول آلبوم‌های کانادایی (بیلبورد)          | ۵    |
| جدول آلبوم‌های دانمارک (Hitlisten)         | ۱۳   |
| جدول آلبوم‌های هلند (MegaCharts)           | ۶۳   |
| جدول آلبوم‌های آلمان (Offizielle Top 100)  | ۵۸   |
| جدول آلبوم‌های ایتالیا (FIMI)              | ۷۷   |
| جدول آلبوم‌های نیوزیلند (RMNZ)             | ۳۴   |
| جدول آلبوم‌های سوئد (Sverigetopplistan)    | ۲۵   |
| جدول آلبوم‌های سوئیس (Schweizer Hitparade) | ۶    |
| جدول آلبوم‌های بریتانیا (OCC)              | ۳۲   |
| بیلبورد ۲۰۰ ایالات متحده                  | ۳۲   |

## گواهی‌ها
| منطقه                                                              | گواهی  | واحدهای گواهی‌شده/فروش |
| ------------------------------------------------------------------ | ------ | --------------------- |
| اتریش (IFPI اتریش)                                                 | طلا    | *۷٬۵۰۰                |
| کانادا (موسیقی کانادا)                                             | پلاتین | ^۸۰٬۰۰۰               |
| دانمارک (IFPI دانمارک)                                             | پلاتین | ^۲۰٬۰۰۰               |
| فرانسه (SNEP)                                                      | طلا    | *۵۰٬۰۰۰               |
| آلمان (BVMI)                                                       | طلا    | ^۱۰۰٬۰۰۰              |
| ایتالیا (FIMI)                                                     | طلا    | ^۲۵٬۰۰۰               |
| نیوزیلند (RMNZ)                                                    | طلا    | ^۷٬۵۰۰                |
| نروژ (IFPI نروژ)                                                   | پلاتین | *۳۰٬۰۰۰               |
| پادشاهی متحده (BPI)                                                | پلاتین | ۳۲۱٬۰۰۰               |
| ایالات متحده (RIAA)                                                | طلا    | ۶۷۵٬۰۰۰               |
| * رقم فروش تنها بر پایهٔ گواهی‌ها. ^ رقم توزیع تنها بر پایهٔ گواهی‌ها. |        |                       |

## تاریخ انتشار
| کشور         | زمان           | قالب                  | ناشر                   |
| ------------ | -------------- | --------------------- | ---------------------- |
| ایالات متحده | ۱۵ دسامبر ۲۰۱۷ | CD LP دانلود دیجیتالی | شیدی افترمث اینتراسکوپ |

## واژه‌نامه
1. ↑  Hi$s Daily Double
2. ↑  Trial by Fire
3. ↑  Sing for the Moment
4. ↑  Fack
5. ↑  Brain Damage
6. ↑  Any Man
7. ↑  Atrox Rithimus
8. ↑  sample
9. ↑  Earache My Eye
10. ↑  Cheech & Chong